# التضحية البشرية لدى حضارة المايا

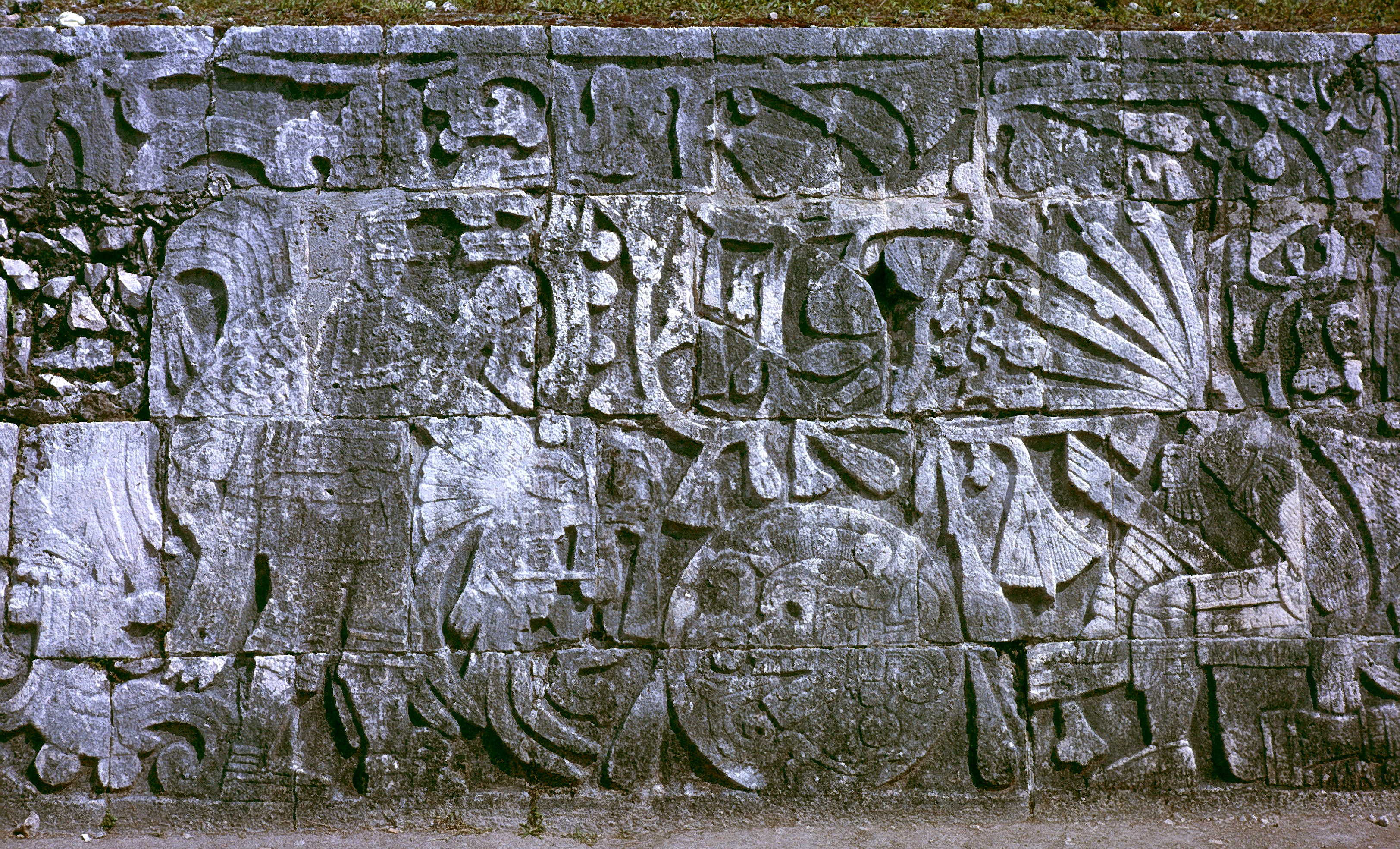
نحت في ملعب الكرة الكبير في تشيتشن إيتزا يصور التضحية بقطع الرأس. يحمل الشكل الموجود على اليسار الرأس المقطوع للشخصية على اليمين، الذي ينفث الدم على شكل ثعابين من رقبته

كانت التضحية البشرية لدى حضارة المايا خلال فترة ما قبل العصر الكولومبي طقسًا لتقديم القوت للآلهة. كان ينظر إلى الدم على أنه مصدر مقتدر لتغذية آلهة المايا، وكانت تضحية مخلوق حي قربانًا عظيمًا. بالتالي، كانت التضحية بحياة بشرية أعلى قربان دموي يقدم للآلهة، وبلغت أهم طقوس المايا ذروتها بالتضحية البشرية. عمومًا، لم تتم التضحية إلا بأسرى الحرب ذوي المكانة العالية، إذ استخدم أسرى الحرب من ذوي المكانة الأدنى للعمل.
تجلت التضحية بالبشر لدى شعب المايا على الأقل منذ الفترة الكلاسيكية (250 – 900 ميلادية) حتى المراحل النهائية من الغزو الأسباني في القرن السابع عشر. يرد وصف للتضحية البشرية في فن المايا القديم ضمن النصوص الهيروغليفية القديمة، وتم التحقق من ذلك عبر تحليل بقايا الهياكل العظمية التي تعود إلى الحقبتين الكلاسيكية وبعد الكلاسيكية (900 – 1524 ميلادية). فضلًا عن ذلك، توصف التضحية البشرية في عدد من نصوص المايا والنصوص الاستعمارية الإسبانية، من ضمنها مخطوطة مدريد، وملحمة كيتشا، وملحمة بوبول فو، وعنوان توتونيكابان، ومسرحية رابينال أتشي بلغة كيتشا، وحوليات كاتشيكلز، وأغاني دزيتبالشي بلغة المايا اليوكاتية، وكتاب علاقة الأشياء لدييغو دي لاندا.
استخدم شعب المايا عددًا من الأساليب للتضحية، كان أكثرها شيوعًا قطع الرأس واستخراج القلب. اشتملت الأشكال الإضافية للتضحية على إطلاق السهام على الضحية بشكل شعائري، وإلقاء الأضاحي في حفرة عميقة (بالوعة)، ودفن الأضحية وهي حية بوصفه دفنًا نبيلًا، وربط الأضحية بكرة، تمثيلًا للعبة أولاماليزتلي في أمريكا الوسطى.

## الأساليب
استخدم شعب المايا أساليب متنوعة لتقديم التضحية البشرية، مثل:

### قطع الرأس
تطلبت الشعائر المهمة مثل افتتاح بناء ضخم أو تكريم حاكم جديد قربان تضحية بشرية. كانت التضحية بملك عدو هي التضحية الأكثر اقتدارًا، انضوت مثل تلك التضحية على قطع رأس الحاكم الأسير في طقوس إعادة تمثيل قطع آلهة الموت لرأس إله الذرة لدى المايا. في سنة 738 ميلادية، أسر حاكم كيوريجوا، كاك تويلي تشان يوبات، سيده حاكم كوبان، يوهاكلجون أوباه كاويل، وقطع رأسه بعد بضعة أيام ضمن مراسم شعائرية؛ كانت تلك التضحيات تسجل غالبًا ضمن نصوص المايا مع «رمز فأس». ربما كان قطع رأس الملك العدو جزءًا من شعائر لعبة الكرة الخاصة بشعب المايا، معيدين تمثيل انتصار توائم المايا الأبطال على آلهة العالم السفلي.
تجلت الأضحية بقطع الرأس ضمن فن المايا خلال الفترة الكلاسيكية، وكانت تتم أحيانًا بعد تعذيب الضحية، عبر ضربها بعنف، أو سلخ فروة رأسها، أو حرقها أو نزع أحشائها. صوّرت الأضحية عبر قطع الرأس ضمن نقوش بارزة في ملعبين في مدينة تشيتشن إيتزا (الملعب العظيم وملعب مونجاس). تروي أسطورة التوأم البطل المذكورة في ملحمة بوبول فو كيف أن واحدًا من كل زوج من التوائم (التوأم الأبطال أنفسهم وأبوهم وعمهم) قطع رأسه من قبل منافسه في اللعبة.
حظي فعل قطع الرأس بالعديد من المخطوطات الصورية المتكلفة. تجلت بعض التمثيلات برؤوس ذات دماء متدفقة، أو رأس مقبوض بالشعر، أو رؤوس معلقة في وضع مقلوب أو مع حبال تمر عبد الخدين وفتحات الأنف، أو رؤوس على أعمدة أو ملبوسة كزينة، أو أجساد بلا رأس مع أفاعٍ أو دماء تسري باتجاه الأعلى، أو تصوير لعملية قطع الرأس خلاها أو بعد انتهائها، أو دفن للجمجمة مع تنسيق للفك السفلية وعدد من الفقرات. ربما تعود أهمية الرؤوس بوصفها رمزًا إلى تأثر شعب المايا بحضارة الأولمك السابقة لهم، إذ استخدمت كطريقة لاستعراض الآلهة أو الحكام وتكريمهم. تظهر حروف رسومية موجودة في موقع مونتي ألبان الأثري دليلًا لذلك بتصويرها رؤوسًا مقطوعة معلقة رأسًا على عقب تحت صورة رمزية مكانية. يعتقد أن تلك الصور الرمزية تسرد أو تدل على احتلال حكام مونت ألبان للقرى أو ضمن سياق فلكي، يمكن تفسير الحرف الرسومي في المكان على أنه الأرض، والرأس المقلوب بمثابة الكواكب أو الأجرام التي تمر بقربها خلال دورتها. خلال الفترة الكلاسيكية، عثر على رؤوس موجودة بين طاستين، مما دلّ على استمرارية وتطوير الممارسات، فضلًا عن إشارتها إلى الجهد المبذول في تلك الممارسات مستخدمين الطاسات. استخدمت الرؤوس أيضًا لغرض الزينة. في ياكشيلان، هناك أدلة على وجود قلادات مصنوعة من الرؤوس (رؤوس متقلصة) معلقة رأسًا على عقب ضمن شكل مميز. كانت طريقة العرض تلك مفيدة على الأرجح لتصوير الحرب، أو كغنائم لتهديد الأعداء. خلال أواخر الحقبة الكلاسيكية، استخدمت الرؤوس أيضًا ضمن أغطية الرأس والأحزمة، وهو ما صوّر على الجدران في كل من بونامباك وياكشيلان. يعتقد أيضًا أن الرؤوس المقطوعة ارتبطت بطقوس شملت الزراعة والولادة والخصوبة والموت. هذا ما نراه في مخطوطة فلورنتين المرتبطة بطقوس «تلاكشيبيهواليزتلي»، حيث تمت التضحية «بشيكومي كوتل» آلهة الذرة. إذ قطع رأسها، واجتث قلبها من صدرها، ثم قدمت إلى الشمس. تصور مخطوطة بورغيا أكبر عدد من قطع الرؤوس في 33 صورة.

### انتزاع القلب
كانت تعتبر عملية انتزاع القلب والتضحية به بمثابة «تعبير ديني سامٍ لدى حضارة المايا القديمة». كان يعد انتزاع القلب الذي لا يزال ينبض، أو أحيانًا التضحية بالنفس، أعظم الهبات التي تقدم للآلهة. كما هو الحال في أي طقوس دينية عصرية، يعتقد أن عملية الانتزاع كانت لها خطوات متعددة واحترام واجب للآلهة. تبدأ بنثر الدماء المستخرجة من الفم، أو الأنف، أو الآذان، أو الأصابع، أو القضيب، عادة باستخدام أداة حادة مصنوعة من عظام الحيوان، مثل حسكة سمكة الراعي. ثم توضع الضحية على مذبح حجري أو خشبي. تتم الخطوة التالية بالوصول إلى القلب من خلال مجموعة متنوعة من الإجراءات والتقنيات. جرى إثبات تلك التقنيات من خلال فحص إصابات ما بعد الوفاة في العظام المحيطة بالقلب، مثل عظم القص والأضلاع. تضمنت الطرق بضع القص الناصف (شق القص كله، أو جزء منه)، أو بضع الصدر المستعرض الأيسر (شق في تجويف الجنبة من الصدر)، أو بضع القص الصدري الثنائي المستعرض، أو الوصول إلى القلب عبر الحجاب الحاجز. كان الوصول على الأغلب يتم من تحت الحجاب الحاجز، إذ سمح ذلك بسهولة الوصول إلى القلب دون عرقلة من العظام. تثبت الحزز والبتور والتهشم في عظم القص والأضلاع صحة تلك النظرية. بعد الوصول للقلب، يصبح بعدها جاهزًا للاستخراج. في حال تم الوصول من ناحية عظم القص، تفكك الأضلاع، أو سيتم قطع الأنسجة من خلال الوصول إليها عبر الحجاب الحاجز. يتم التوجه بعدها لاستئصال القلب عبر قطع أية أربطة معلقة به باستخدام أداة حادة. في النهاية، يتم تقديم القلب قربانًا إما من خلال وضعه في شكل خاص أو عبر حرقه. في تلك المرحلة، كان الدم يجمع أيضًا من الضحية. تنتهي تلك الطقوس بتشويه الجثة، إما بتقطيع أوصالها أو حرقها. ثم يتخلصون من الجسد أو يعيدون استخدامه لأغراض أخرى.
خلال فترة العصر ما بعد الكلاسيكي (900 – 1524)، كان أكثر أشكال التضحية البشرية شيوعًا هو استخراج القلب، متأثرين بالأسلوب الذي اتبعه شعب الآزتك في وادي المكسيك؛ كان ذلك يحدث عادة في فناء المعبد، أو على قمة المعبد الهرمي. كان الضحية تجرد من ملابسها وتطلى باللون الأزرق، وهو اللون الذي كان يمثل التضحية، ويلبسونها غطاء رأس مدبب.